# Kažnjenička vojna postrojba
Kažnjeničke bojne, kažnjeničke satnije, itd. su vojne postrojbe sastavljene od osuđenika kojima je vojna služba u takvim postrojbama dodijeljena kao kazna ili kao alternativa utamničenju ili smrtnoj kazni.

## Francuska
- Régiment pénal de l'Île de Ré, formirana 1811. godine.
- Bojna lakog pješaštva Afrike, formirana 1832. godine.
- Stegovna satnija stranih pukovnija na Dalekom Istoku (1946. – 1956.)

## Italija
- Battaglione di rigore (Talijanska Socijalna Republika)

## Nacistička Njemačka
- 999. afrička brigada
- Dirlewangerova brigada
- 500. SS padobranska bojna
- Strafbattalion

## Sovjetski Savez
- Shtrafbat